# Szpiedzy i piraci
Szpiedzy i piraci (tytuł oryginalny Caraibi) – włosko-niemiecki miniserial przygodowy z roku 1999 w reżyserii Lamberto Bavy.

## Opis filmu
Akcja rozgrywa się w Księstwie Mediolanu, w roku 1640. Ferrante i Ippolito poznają i zakochują się w Livii Cornero, córce znienawidzonego wroga, z którym od lat spierają się o ziemię, na której znajduje się ich posiadłość. Wkrótce Livia ginie w wypadku spowodowanym przez jednego z braci. Ten nieszczęśliwy wypadek rozdziela na wiele lat Ferrante i Ippolito, którzy nawzajem oskarżają się o spowodowanie śmierci ukochanej. Ich drogi spotykają się ponownie, kiedy jeden z nich jest sławnym piratem, a drugi będąc szpiegiem ma za zadanie go schwytać.

## Obsada
- Nicholas Rogers − Ferrante 'Malasorte' Albrizzi
- Paolo Seganti − Ippolito 'Du Bois' Albrizzi
- Anna Falchi − Livia 'Aurigemma' Cornero
- Mario Adorf − Coda